# Caecidotea pricei
Caecidotea pricei is een pissebed uit de familie Asellidae. De wetenschappelijke naam van de soort is voor het eerst geldig gepubliceerd in 1949 door Levi.